# Светске игре младих 1998.
Светске игре младих 1998. биле су први међународни мулти-спортски догађај те врсте. На овом догађају учествовало је више од 7.500 младих спортиста из 140 земаља света. Игре су одржане у Москви у Русији од 11. до 19. јула 1998. године.

## Церемонија
Церемонија отварања одржана је на стадиону Лужники. Укључивала је 32 члана Међународног олимпијског комитета (МОК), 43 председника Националног олимпијског комитета ( НОК ), Бориса Јељцина – тадашњег председника Руске Федерације, Јурија Лужкова – градоначелника Москве, уз присуство 80.000 гледалаца. Један од најемотивнијих тренутака церемоније био је долазак олимпијског пламена, након путовања кроз 13 региона Руске Федерације. Још један значајан тренутак био је када су 2 руска космонаута поздравила све гледаоце директно са свемирске станице Мир. Градоначелник Москве и председник МОК-а су се обратили гледаоцима, а Борис Јељцин је прогласио Светске игре младих отвореним.

## Учесници
Више од 7.500 младих спортиста до 17 година из 140 земаља такмичило се у разним спортовима који су укључивали кошарку, фудбал, одбојку, рукомет, тенис и стони тенис, атлетику, пливање, синхроно пливање, гимнастику и савремену ритмичку гимнастику, мачевање, џудо и рвање грчко-римским.

## Циљеви
Основни циљеви првих Светских игара младих били су укључивање младих учесника у олимпијски покрет и промовисање олимпијског духа пријатељства и међусобног разумевања међу народима, психолошка припрема учесника за даља такмичења и могућност стицања услова за квалификацију на међународне спортске догађаје, као и одабир младих талената за учешће у будуће Олимпијске игре.
Почевши од 2010. године, Олимпијске игре младих требале су да се одржавају сваке четири године у постепеним летњим и зимским догађајима који допуњују Олимпијске игре, чиме су Светске игре младих биле застареле.

## Маскота
Мото Светских игара младих био је „отворени свет за детињство“, а маскота је био Мишка – руски медвед који је био и маскота XXII Летњих олимпијских игара у Москви 1980. године.

## Иницијација
27. новембра 1995. године, мања владина делегација из Москве посетила је седиште Међународног олимпијског комитета у Лозани, Швајцарска, како би придобила подршку за организовање великог међународног такмичења младих под патронатом МОК-а у руској престоници. Делегација Москве је тврдила да град има велико искуство у организовању спортских догађаја. МОК је дао пристанак и у априлу 1997. потписан је споразум између МОК-а, града Москве и Руског олимпијског комитета, којим је утврђен догађај.

## Нације
- Албанија
- Алжир
- Ангола
- Аргентина
- Јерменија
- Аустралија
- Аустрија
- Азербејџан
- Бангладеш
- Барбадос
- Белорусија
- Белгија
- Боливија
- Босна и Херцеговина
- Боцвана
- Бразил
- Бугарска
- Бурунди
- Камбоџа
- Канада
- Централноафричка Република
- Капе Верде
- Колумбија
- Чиле
- Кина
- Кинески Тајпеј
- Костарика
- Хрватска
- Куба
- Кипар
- Чешка
- Египат
- Естонија
- Етиопија
- Финска
- Француска
- Габон
- Гамбија
- Грузија
- Немачка
- Гибралтар
- Гана
- Грчка
- Уједињено Краљевство
- Гуам
- Гватемала
- Гвинеја Бисао
- Гвајана
- Хондурас
- Хонг Конг
- Мађарска
- Индија
- Иран
- Ирак
- Ирска
- Италија
- Израел
- Јамајка
- Јапан
- Јордан
- Казахстан
- Кенија
- Република Кореја
- Киргистан
- Лаос
- Летонија
- Либан
- Лесото
- Либија
- Литванија
- Луксембург
- Македонија
- Малезија
- Малави
- Малдиви
- Мали
- Маурицијус
- Мексико
- Молдавија
- Монако
- Монголија
- Мозамбик
- Намибија
- Нигерија
- Низоземска
- Непал
- Нови Зеланд
- Северна Кореја
- Норвешка
- Оман
- Палестина
- Перу
- Филипини
- Пољска
- Португал
- Порторико
- Катар
- Румунија
- Русија
- Руанда
- Сао Томе и Принсипе
- Саудијска Арабија
- Сејшели
- Сингапур
- Словачка
- Словенија
- Јужна Африка
- Шпанија
- Шри Ланка
- Суринам
- Шведска
- Швајцарска
- Сирија
- Таџикистан
- Танзанија
- Того
- Тринидад и Тобаго
- Турска
- Туркменистан
- Уганда
- Украјина
- Уједињени Арапски Емирати
- САД
- Уругвај
- Узбекистан
- Венецуела
- Вијетнам
- Јемен
- СР Југославија
- Замбија
- Зимбабве

## Инфраструктура
Након потписивања споразума, Москва је започела инфраструктурне припреме. Предузета су 2 велика пројекта. Први је био реновирање спортске арене Лужњики, које је завршено у септембру 1997. на 850. годишњицу Москве. Стадион је изграђен 1955. године, а 1980. године постао је срце летњих олимпијских игара 1980. Други велики пројекат била је изградња олимпијског села. Ова контракција је стављена под контролу градске управе и заснована је на плану Олимпијског села из 1980. године. Село се састојало од пет зграда од 19 до 25 спратова, комплексне спортске сале, бициклистичке стазе и огромне кафетерије. Поред тога, његов пејзаж је укључивао вештачка брда и језеро. Касније је ова комплексна зграда постала једна од најпрестижнијих стамбених зона у граду.